# ICVolontaires
 (juillet 2025).
 (septembre 2023).
ICVolontaires (ICVolunteers / ICVoluntarios) est une organisation internationale non gouvernementale (fédération) active dans le domaine de la communication, en particulier le cybervolontariat, les langues et le soutien aux conférences.

## Activité
ICVolontaires travaille avec des volontaires pour mettre en œuvre des programmes sociaux et éducatifs afin d'aider des populations et des communautés locales dans leur développement. Par le biais du volontariat, ICVolontaires collabore avec des organisations dans les domaines humanitaire, social, environnemental et médical afin de mettre en œuvre des projets et des conférences locales, nationales et internationales. De plus, ICVolontaires joue un rôle important dans la promotion du volontariat: en encourageant l'engagement citoyen, en mettant en relation des organisations, des individus et des communautés ainsi qu'en accompagnant leurs efforts dans ce domaine. Basée à Genève (Suisse), ICVolontaires possède également des bureaux et des représentations dans plusieurs autres pays, tels que la France, l'Espagne, l'Afrique du Sud, le Canada et le Mali. ICVolontaires a commencé ses activités en 1997.

## Réseau
ICVolontaires est une organisation qui travaille en réseau, créant un lien entre les connaissances et les besoins. Son réseau comprend mondialement près de 14 000 individus, volontaires et partenaires, parlant 170 langues différentes et originaires de plus de 180 pays.

## Mission
ICVolontaires est une organisation dont la mission est, d'une part, de favoriser des opportunités de développement personnel et d'engagement sur le plan social et professionnel et, d'autre part, d'accompagner des structures, institutions, associations, communautés et entreprises dans la réalisation de programmes et de projets.

## Thèmes
Langues et culture, éducation, science et recherche, technologies de l'information et de la communication, développement durable, migration, économique et social, santé, humanitaire, droits humains et paix.

## Programmes et projets
Parmi les programmes d'ICVolontaires sont le Programme CyberVolontaires qui recrute, forme et coordonne des volontaires possédant des compétences en technologies de l'information et de la communication pour le développement. Les volontaires participent à des projets locaux, régionaux et internationaux pour une période de plusieurs semaines ou mois, offrant leurs compétences dans les domaines tels que le développement de sites web et de logiciels, l'administration de réseaux ou encore le développement de contenus. Le Programme valorise tout particulièrement des échanges Sud-Sud, mais également la coopération Sud-Nord et Nord-Sud.
Les projets comprennent Africa@home, une initiative de calcul volontaire et distribué impliquant le CERN et des institutions académiques en Europe et en Afrique, ainsi que le programme E-TIC.net, une initiative lié à l'information des éleveurs et agriculteurs dans la région du Sahel. Par le biais de son programme MigraLingua, des interprètes communautaires aident des migrants en matière linguistique. À travers son programme GreenVoice,, l'organisation œuvre pour une sensibilisation de la population aux questions environnementales. ICVolontaires collabore étroitement avec les Nations unies et des organisations à but non lucratif pour l'organisation des conférences à caractère social et humanitaire.